# Pieter Alberts Derks
Pieter Alberts Derks (Ruinerwold, 18 juli 1833 - Meppel, 15 december 1898) was een Nederlandse burgemeester.

## Leven en werk
Derks was een zoon van de landbouwer Albert Pieters Derks en Jantje Hendriks Huls. Bij zijn huwelijk in 1865 was Derks landbouwer te Havelte. In 1878 werd hij benoemd tot burgemeester en secretaris van de Drentse gemeente Nijeveen. Hij ging voortvarend te werk, maar maakte ook veel vijanden. In 1883 verzochten drie raadsleden en een wethouder om zijn ontslag bij Koning Willem III. Ook inwoners van Nijeveen diende een rekest in bij de koning, waarin zij om het ontslag van de burgemeester vroegen. Daarop besloot de commissaris des Konings, Johannes van Kuijk, hem van standplaats te laten ruilen met de burgemeester van Havelte, Jan Abraham Rudolph Kymmell, die daar niet naar behoren functioneerde. In Havelte kwam Derks in 1885 in conflict met de brigadecommandant van de rijksveldwacht te Steenwijk, die Derks en de plaatselijke veldwachter verbaliseerde vanwege het hem en zijn huzaren belemmeren in de uitvoering van hun functie. Ook binnen de gemeente Havelte was Derks niet geliefd. Zijn tegenstanders zagen kans hem te doen vertrekken, nadat hij bij de verkiezingen van 1887, tegen de regels in, verzegelde stembriefjes ging hertellen. Derks verhuisde naar Meppel. Hij probeerde na zijn ontslag als burgemeester als zaakwaarnemer aan de kost te komen, maar overleed aldaar in behoeftige omstandigheden in 1898.
Derks trouwde op 9 december 1865 te Havelte met Grietje Snoeken, dochter van de landbouwer Meeuwes Snoeken en Hendrikje Wichers Tuin.